# Sokolina (Pologne)
Pour l’article homonyme, voir Sokolina.
Sokolina est une localité polonaise de la gmina de Czarnocin, située dans le powiat de Kazimierza en voïvodie de Sainte-Croix.